# سامية عزيز محمد خسرو
سامية عزيز محمد خسرو وهي سياسية عراقية كردية فيلية.
شغلت منصب عضوة في الجمعية الوطنية الانتقالية المؤقتة عامي 2004 و2005، وكانت عضوة في لجنة المرحلين والمهاجرين.
انتخبت أيضا عضوة في مجلس النواب العراقي في دورته الأولى عن التحالف الكردستاني، وكانت عضوة في عضو لجنة المرحلين والمهجرين.